# St. Magdalena (Kirchstätt)

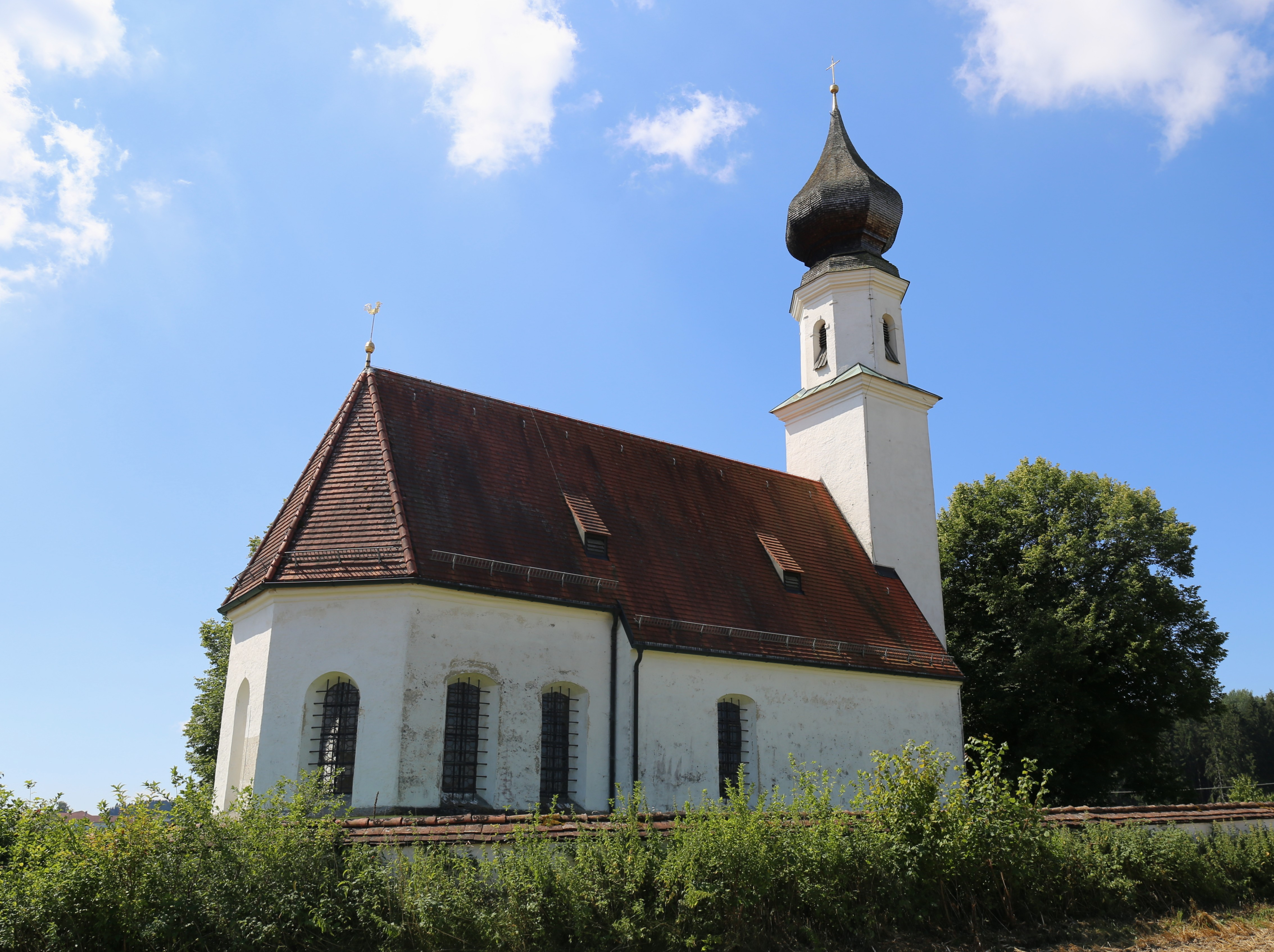
St. Magdalena

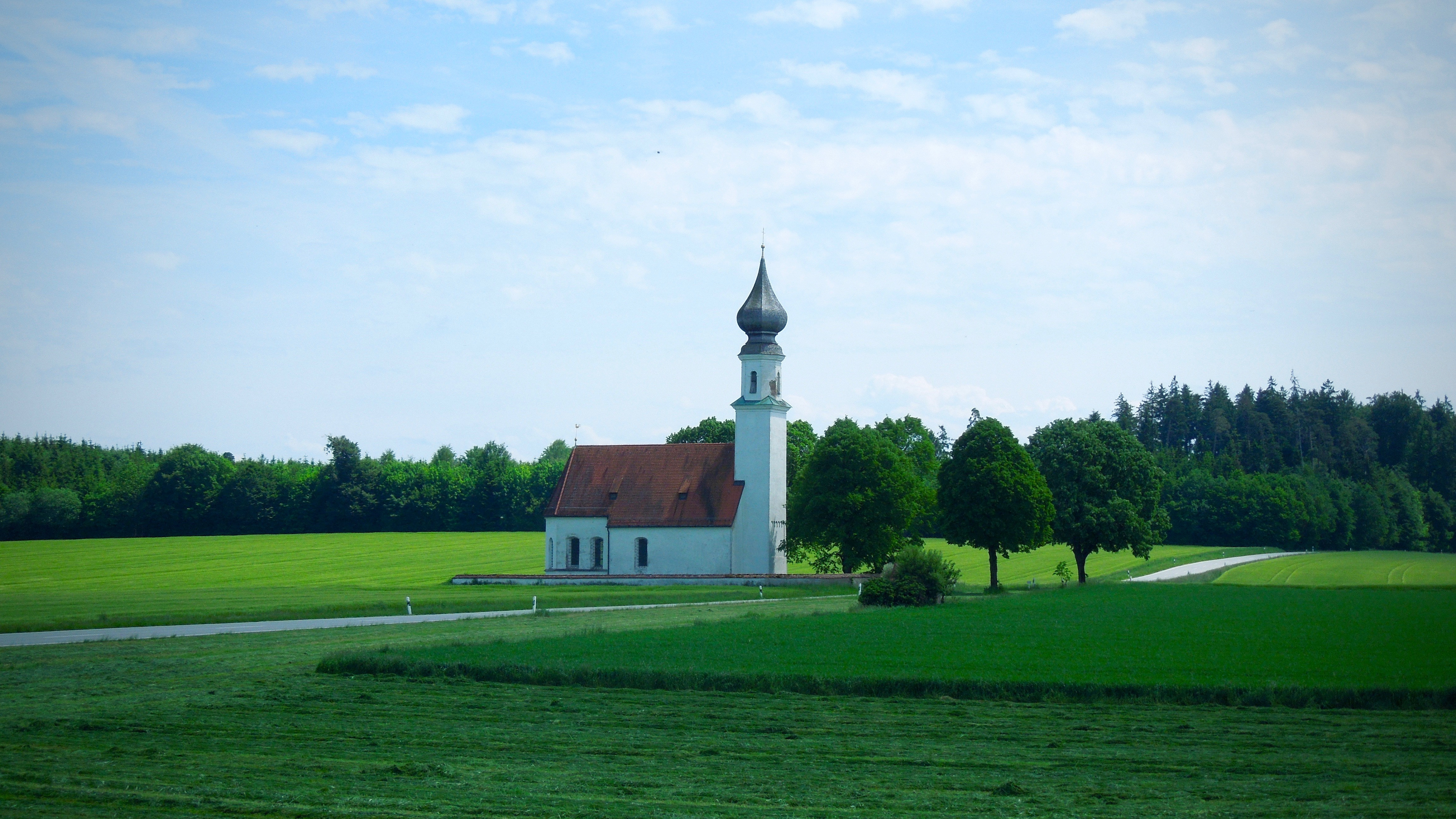
Ansicht von Nordwest

Die Kirche St. Magdalena oder Magdalenenkirche bei Kirchstätt in der Gemeinde Schnaitsee im oberbayerischen Landkreis Traunstein ist eine katholische Kirche, die früher auch eine Wallfahrtskirche war. Auffällig ist ihre Lage etwas außerhalb des Ortes zwischen Feldern.
Der romanische Kirchturm wurde wohl im 12. Jahrhundert errichtet und ist damit eine der ältesten Kirchen in der Diözese München-Freising. Das spätgotische Langhaus und der Chor wurden im 15. Jahrhundert gebaut, die Mauer, die den kleinen Kirchhof umgibt, ist aus dem 17. oder 18. Jahrhundert.
1802 sollte die Kirche laut dem Gericht Kling niedergerissen werden. Dies wurde aber von Pfarrer Storch, dem Pfarrer der Kirche, durch einen Brief verhindert, in dem er die Sinnlosigkeit dieser Aktion betonte.